# 戸田義郎
戸田 義郎（とだ よしろう、1909年3月24日 - 1999年11月21日）は、日本の経営学者。第6代神戸大学学長。初代日本簿記学会顧問。

## 人物・経歴
大阪市西区新町通の商家の二男として生まれる。大阪市立西六尋常小学校（のちの大阪市立堀江小学校）を経て、1927年大阪大倉高等商業学校（のちの関西大倉高等学校）首席卒業。4年先輩にはのちに神戸大学で同僚となった保険論の白杉三郎がいた。
1930年神戸高等商業学校第3学年修了。1933年神戸商業大学（現神戸大学）卒業。平井泰太郎ゼミ出身。また在学中古林喜楽の指導も受けた。丹波康太郎は平井ゼミの同期。
同年東亜同文書院講師。同年同教授。1939年東亜同文書院大学予科教授。1941年東亜同文書院大学助教授。1944年同教授。
1946年神戸経済大学付属経営学専門部講師。同年同教授。1950年神戸大学経営学部助教授。1952年同教授。1962年経営学博士。1964年教科用図書検定調査審議会調査員。
1967年神戸大学評議員。1968年神戸大学経営学部長、公認会計士審査会（第2次）試験委員。1969年神戸大学学長事務取扱、神戸大学付属図書館長事務取扱。1970年神戸大学学生部長事務代理。
1971年神戸大学学長、大学設置審議会委員。1975年神戸大学名誉教授、大阪学院大学商学部教授。1980年勲二等旭日重光章受章。1985年日本簿記学会顧問。1999年叙従三位。

## 著書
- 『中国工業労働論』巌松堂書店 1950年
- 『経営学総論』松山商科大学消費生活協同組合出版部 1953年
- 『簿記』評論社 1967年
- 『簿記新論』中央経済社 1972年